# スティーヴン・ナイト
スティーヴン・ナイト（Steven Knight, 1959年 - ）は、イギリスの映画監督、脚本家、小説家。「スティーヴ・ナイト」と表記されることもある。

## 経歴
1959年、マールボローに生まれる。ユニヴァーシティ・カレッジ・ロンドンにてイギリス文学を学んだ。
1993年、処女小説『The Movie House』が刊行される。
2002年、スティーヴン・フリアーズ監督の『堕天使のパスポート』の脚本を手がける。2004年、第76回アカデミー賞の脚本賞にノミネートされる。2007年、デヴィッド・クローネンバーグ監督の『イースタン・プロミス』の脚本を手がける。2013年、ジェイソン・ステイサム主演の『ハミングバード』で映画監督デビュー。2013年、トム・ハーディ主演の『オン・ザ・ハイウェイ その夜、86分』を監督する。

## フィルモグラフィー

### 映画
| 年   | 題名                                                      | 備考             |
| ---- | --------------------------------------------------------- | ---------------- |
| 2002 | 堕天使のパスポート Dirty Pretty Things                    | 脚本             |
| 2006 | アメイジング・グレイス Amazing Grace                      | 脚本             |
| 2007 | イースタン・プロミス Eastern Promises                     | 脚本             |
| 2013 | ハミングバード Hummingbird                                | 監督・脚本       |
| 2013 | クローズド・サーキット Closed Circuit                     | 脚本             |
| 2013 | オン・ザ・ハイウェイ その夜、86分 Locke                   | 監督・脚本       |
| 2014 | マダム・マロリーと魔法のスパイス The Hundred-Foot Journey | 脚本             |
| 2014 | セブンス・サン 魔使いの弟子 Seventh Son                   | 脚本             |
| 2014 | 完全なるチェックメイト Pawn Sacrifice                     | 脚本             |
| 2015 | 二ツ星の料理人 Burnt                                      | 脚本             |
| 2016 | マリアンヌ Allied                                         | 脚本・製作総指揮 |
| 2017 | クリミナル・タウン November Criminals                     | 脚本・製作総指揮 |
| 2017 | Woman Walks Ahead                                         | 脚本             |
| 2018 | 蜘蛛の巣を払う女 The Girl in the Spider's Web             | 脚本             |
| 2019 | セレニティー:平穏の海 Serenity                            | 監督・脚本・製作 |
| 2021 | ロックダウン Locked Down                                  | 脚本・製作総指揮 |
| 2021 | スペンサー ダイアナの決意 Spencer                         | 脚本             |
| TBA  | The Immortal Man                                          | 脚本             |
| TBA  | New 007 film                                              | 脚本             |

### テレビドラマ
| 年        | 題名                                    | 備考                   |
| --------- | --------------------------------------- | ---------------------- |
| 1993-1997 | The Detectives                          | 監督・脚本             |
| 2013-2019 | ピーキー・ブラインダーズ Peaky Blinders | 脚本・製作総指揮・企画 |
| 2017-2019 | TABOO/タブー Taboo                      | 脚本・製作総指揮・企画 |
| 2023      | 大いなる遺産 Great Expectations         | 脚本・製作総指揮       |

## 著書
- The Movie House （1993年）
- Alphabet City （1995年）
- Out of the Blue （1997年）